# Подол (Архангельская область)
Подол — деревня в Красноборском районе Архангельской области. Входит в состав Верхнеуфтюгского сельского поселения.

## География
Находится в юго-восточной части Архангельской области на расстоянии приблизительно 1 км на юго-запад по прямой от административного центра поселения деревни Верхняя Уфтюга на правобережье реки Уфтюга.

## История
В 1859 году здесь (территория Сольвычегодского уезда Вологодской губернии) было учтено 4 двора в деревне Подол большой и 2 в деревне Подол малый.

## Население
Численность населения: 27 человек в деревне Подол большой и 8 в деревне Подол малый (1859 год), 9 (русские 89 %) в 2002 году, 7 в 2010.